# Riconoscimenti ottenuti da Īga
Īga (in telugu ఈగ, Hunter: Eega, lett. "la mosca") è un film fantasy bilingue indiano del 2012 sceneggiato e diretto da S. S. Rajamouli. Fu prodotto da Varahi Chalana Chitram di Korrapati Ranganatha Sai con un budget stimato tra i ₹ 260 e i 400 milioni, e realizzato in contemporanea in telugu e in tamil. Il titolo della versione tamil è Nāṉ Ī (in tamil நான் ஈ, Hunter: Naan Ee, lett. "io, la mosca"). Il film è interpretato da Nani, Sudeepa e Samantha Ruth Prabhu. M. M. Keeravani compose la colonna sonora e la musica di sotttofondo. Il direttore della fotografia fu K. K. Senthil Kumar, mentre Kotagiri Venkateswara Rao si occupò del montaggio. Janardhan Maharshi e Crazy Mohan curarono, rispettivamente, i dialoghi per la versione telugu e per quella tamil.
La narrazione di Īga prende forma di una favola della buonanotte narrata da un padre alla figlia. Il protagonista Nani, innamoratosi della sua vicina di casa Bindu, è assassinato da un ricco uomo d'affari di nome Sudeep, anch'egli attratto da Bindu e che considera Nani un rivale in amore. Nani allora si reincarna in una mosca, cercando di proteggere Bindu e di vendicare la propria morte.
L'idea della trama nacque negli anni '90 da una conversazione in cui Prasad scherzò col figlio Rajamouli sull'idea di una mosca che cercava vendetta contro un essere umano. Rajamouli riconsiderò quest'idea di trama dopo aver terminato Maryada Ramanna (2010), sviluppandola in una sceneggiatura. La produzione del film iniziò il 7 dicembre 2010 presso i Ramanaidu Studios di Hyderabad. La lavorazione ebbe inizio il 22 febbraio 2011, per proseguire fino alla fine di febbraio 2012. Makuta VFX e Annapurna Studios supervisionarono rispettivamente gli effetti visivi e il processo di digital intermediate.
Le due versioni del film, insieme con una versione doppiata in malayāḷaṁ e intitolata Eecha, furono distribuite il 6 luglio 2012 in circa 1.100 sale in tutto il mondo. Le performance dei membri principali del cast, la regia di Rajamouli e gli effetti visivi incontrarono il plauso della critica già al momento dell'uscita del film. Īga fu uno dei film telugu con gl'incassi più alti dell'anno, guadagnando più di ₹ 1,25 miliardi. La versione doppiata in hindī, Makkhi, uscita nelle sale il 12 ottobre 2012, non incontrò lo stesso successo commerciale. Īga vinse due National Film Awards (miglior lungometraggio in telugu e migliori effetti speciali ), cinque Filmfare Awards e tre South Indian International Movie Awards. La pellicola fu proiettata al Toronto After Dark Film Festival, allo Shanghai International Film Festival e al Festival internazionale del cinema di Madrid.

## Riconoscimenti
| Premio                                       | Categoria                                                                     | Candidato                             | Esito           |
| -------------------------------------------- | ----------------------------------------------------------------------------- | ------------------------------------- | --------------- |
| 60º National Film Awards 2012                | Migliori effetti speciali                                                     | Makuta VFX                            | Vincitore/trice |
| 60º National Film Awards 2012                | Miglior lungometraggio in telugu                                              | Korrapati Ranganatha Sai              | Vincitore/trice |
| B. Nagi Reddy Award 2012                     | Miglior sano intrattenimento (Best Wholesome Entertainment Telugu Film Award) | Korrapati Ranganatha Sai              | Vincitore/trice |
| TSR – TV9 National Film Awards 2012-13       | Miglior attrice                                                               | Samantha Ruth Prabhu                  | Vincitore/trice |
| TSR – TV9 National Film Awards 2012-13       | Miglior attrice canarese                                                      | Sudeep                                | Vincitore/trice |
| TSR – TV9 National Film Awards 2012-13       | Miglior cattivo                                                               | Sudeep                                | Candidato/a     |
| 2º South Indian International Movie Awards   | Miglior film (telugu)                                                         | Korrapati Ranganatha Sai              | Vincitore/trice |
| 2º South Indian International Movie Awards   | Miglior regista (telugu)                                                      | S. S. Rajamouli                       | Candidato/a     |
| 2º South Indian International Movie Awards   | Miglior direttore della fotografia (telugu)                                   | K. K. Senthil Kumar                   | Vincitore/trice |
| 2º South Indian International Movie Awards   | Miglior attrice (telugu)                                                      | Samantha Ruth Prabhu                  | Candidato/a     |
| 2º South Indian International Movie Awards   | Miglior attore in un ruolo negativo (telugu)                                  | Sudeep                                | Vincitore/trice |
| 2º South Indian International Movie Awards   | Miglior direttore musicale (telugu)                                           | M. M. Keeravani                       | Candidato/a     |
| 2º South Indian International Movie Awards   | Miglior paroliere (telugu)                                                    | Ramajogayya Sastry per Eega Eega Eega | Candidato/a     |
| 2º South Indian International Movie Awards   | Miglior produttore esordiente                                                 | Korrapati Ranganatha Sai              | Candidato/a     |
| Premi CineMAA 2013                           | Intrattenitore per famiglie dell'anno                                         | Korrapati Ranganatha Sai              | Vincitore/trice |
| Premi CineMAA 2013                           | Miglior attrice                                                               | Samantha                              | Vincitore/trice |
| Premi CineMAA 2013                           | Miglior cattivo                                                               | Sudeep                                | Vincitore/trice |
| Premi CineMAA 2013                           | Migliori effetti speciali                                                     | Makuta VFX                            | Vincitore/trice |
| 60º Filmfare Awards South                    | Miglior film                                                                  | Korrapati Ranganatha Sai              | Vincitore/trice |
| 60º Filmfare Awards South                    | Miglior regista                                                               | S. S. Rajamouli                       | Vincitore/trice |
| 60º Filmfare Awards South                    | Miglior attrice                                                               | Samantha                              | Vincitore/trice |
| 60º Filmfare Awards South                    | Miglior attore non protagonista – Telugu                                      | Sudeep                                | Vincitore/trice |
| 60º Filmfare Awards South                    | Miglior direttore musicale – Telugu                                           | M. M. Keeravani                       | Candidato/a     |
| 60º Filmfare Awards South                    | Miglior cantante in playback – Telugu                                         | Deepu – ''Nene Nani Ne''              | Candidato/a     |
| 60º Filmfare Awards South                    | Migliori effetti speciali                                                     | Makuta VFX                            | Vincitore/trice |
| Santosham Film Awards 2013                   | Miglior attrice                                                               | Samantha                              | Vincitore/trice |
| Mirchi Music Awards South 2012               | Miglior mixaggio audio                                                        | Jeevan Babu – Nene Nani Ne            | Vincitore/trice |
| Fantaspoa Film Festival                      | Migliore direzione artistica                                                  | Ravinder Reddy                        | Vincitore/trice |
| Festival internazionale del cinema di Madrid | Miglior film                                                                  | Korrapati Ranganatha Sai              | Candidato/a     |
| Festival internazionale del cinema di Madrid | Miglior direttore della fotografia                                            | K.K. Senthil Kumar                    | Candidato/a     |
| Festival internazionale del cinema di Madrid | Migliori effetti speciali                                                     | Makuta VFX                            | Candidato/a     |
| Festival internazionale del cinema di Madrid | Miglior compositore musicale                                                  | M.M. Keeravani                        | Candidato/a     |
| Festival internazionale del cinema di Madrid | Miglior attore non protagonista                                               | Sudeep                                | Candidato/a     |
| Festival internazionale del cinema di Madrid | Miglior montatore                                                             | Kotagiri Venkateswara Rao             | Candidato/a     |
| 8º Toronto After Dark Film Festival          | Miglior film d'azione                                                         | Kotagiri Venkateswara Rao             | Vincitore/trice |
| 8º Toronto After Dark Film Festival          | Miglior commedia                                                              | Kotagiri Venkateswara Rao             | Vincitore/trice |
| 8º Toronto After Dark Film Festival          | Film più originale                                                            | Kotagiri Venkateswara Rao             | Vincitore/trice |
| 8º Toronto After Dark Film Festival          | Migliori effetti speciali                                                     | Kotagiri Venkateswara Rao             | Vincitore/trice |
| 8º Toronto After Dark Film Festival          | Miglior combattimento (la mosca/Nani contro Sudeep in tutto il film)          | Kotagiri Venkateswara Rao             | Vincitore/trice |
| 8º Toronto After Dark Film Festival          | Miglior film da guardare in compagnia                                         | Kotagiri Venkateswara Rao             | Vincitore/trice |
| 8º Toronto After Dark Film Festival          | Miglior montaggio                                                             | Kotagiri Venkateswara Rao             | Vincitore/trice |
| 8º Toronto After Dark Film Festival          | Miglior cattivo                                                               | Sudeep                                | Vincitore/trice |
| 8º Toronto After Dark Film Festival          | Miglior eroe (la mosca/Nani)                                                  | Nani                                  | Vincitore/trice |
| Premi Nandi del 2012                         | Miglior film (Oro)                                                            | Korrapati Ranganatha Sai              | Vincitore/trice |
| Premi Nandi del 2012                         | Miglior regista                                                               | S. S. Rajamouli                       | Vincitore/trice |
| Premi Nandi del 2012                         | Miglior sceneggiatore                                                         | S. S. Rajamouli                       | Vincitore/trice |
| Premi Nandi del 2012                         | Miglior direttore della fotografia                                            | K. K. Senthil Kumar                   | Vincitore/trice |
| Premi Nandi del 2012                         | Migliori effetti speciali                                                     | Makuta VFX                            | Vincitore/trice |
| Premi Nandi del 2012                         | Miglior direttore musicale                                                    | M. M. Keeravani                       | Vincitore/trice |
| Premi Nandi del 2012                         | Miglior cattivo                                                               | Sudeep                                | Vincitore/trice |
| Premi Nandi del 2012                         | Miglior audiografo                                                            | Kadiala Devi Krishna                  | Vincitore/trice |